# Vagitanus
Na antiga religião etrusca, Vagitanus ou Vaticanus era uma das várias divindades associadas ao parto, as quais influenciavam ou guiavam algum aspecto do processo de nascimento. Especificamente, acredita-se que Vagitanus estava ligado ao primeiro choro do bebê recém-nascido.
Essa divindade relaciona-se diretamenta as crenças e práticas religiosas da antiga Roma, revelando a atenção que  esse povo tinha em relação aos detalhes mais íntimos do ciclo da vida humana.

## Origens

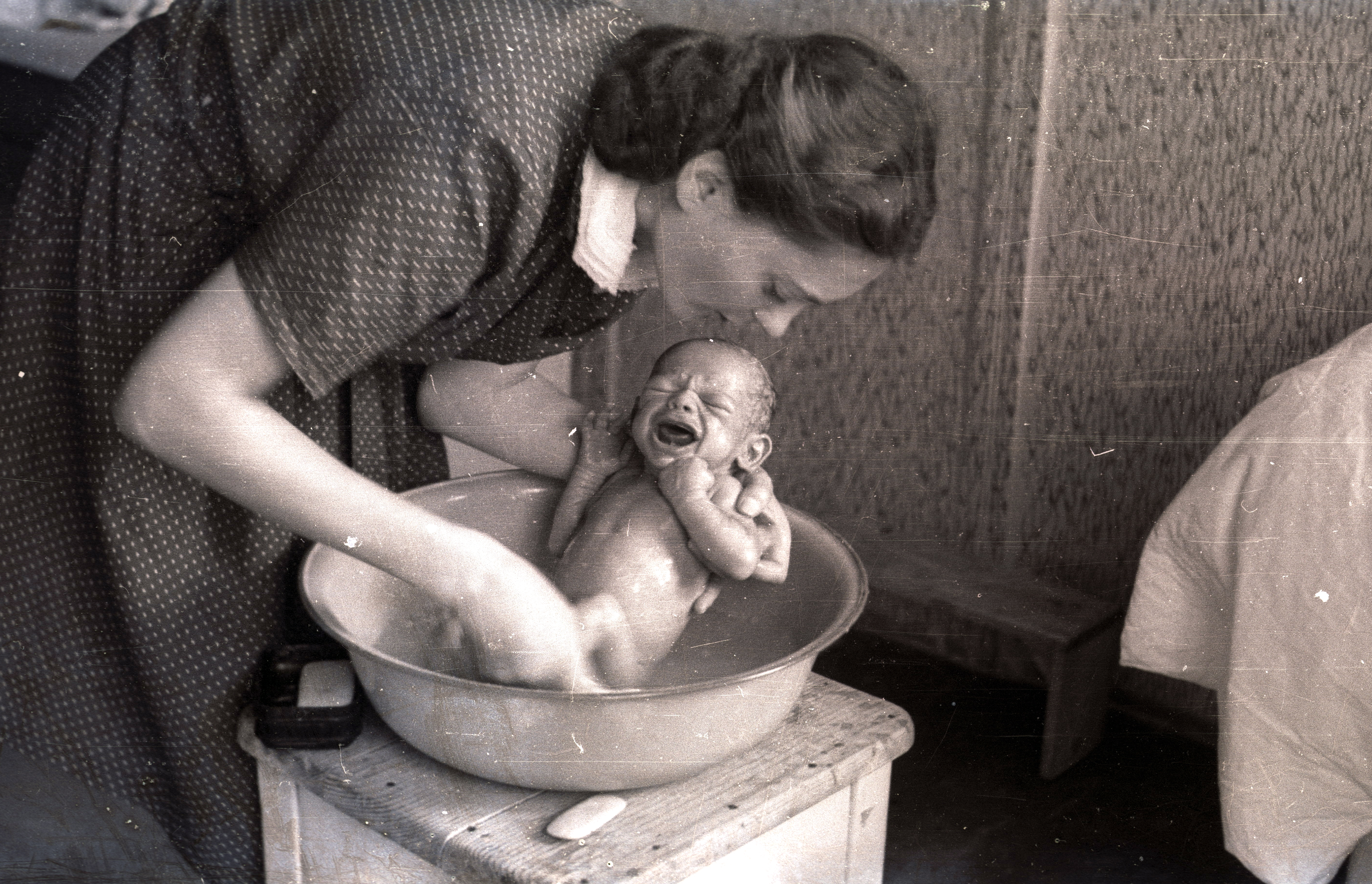
Para os antigos romanos, Vagitanus era o deus ligado ao primeiro choro dos recem-nascidos.

Algumas fontes relacionam o nome Vagitanus ao substantivo latino "vagitus", que significa "choro, grito, lamento", especialmente de um bebê ou animal, e ao verbo "vagio, vagire". Assim, Vagitanus tem sido descrito como o deus "que presidia o início da fala humana". No entanto, é importante distinguir entre o primeiro choro e a primeira fala articulada, sendo Fabulinus a divindade invocada para este último.
Plinio, o Velho, teceu uma observação considerada interessante em sua época, à respeito do nascimento humano, destacando que apenas o ser humano é lançado nu sobre a terra nua no dia de seu nascimento emitindo gemidos (vagitus) e choros. Essa conexão com o choro inicial do bebê reforça a associação de Vagitanus com o início da vida humana.
Desta forma, Vagitanus era uma deidade romana antiga que representava o poder e a importância do primeiro choro do recém-nascido, um momento crucial na transição da vida intrauterina para a vida extrauterina. 

## Relação com o Vaticano
O nome da Cidade-estado do  Vaticano deriva do fato de que em tempos imemoriais, no território atualmente ocupado por esta nação, foi erigido um templo em homenagem à Vagitanus. Posteriormente, este templo foi substituido pela construção do Circo de Nero.